# 감각
감각(感覺, sense)이란 외부의 물리적 자극에 의해 인간의 의식에 변화가 생기는 것을 의미한다. 감각 기관이 외부의 물리적 자극을 전기적 신호의 한 형태인 활동 전위로 바꾸면, 신경을 통해 뇌까지 활동 전위가 전달이 된다. 이렇게 전달된 활동 전위는 뉴런의 말단에서 신경전달물질이 뇌 속으로 분비되도록 한다. 이렇게 하여 뇌 속에 변화가 생기게 된다. 이렇게 하여 인간의 의식에 변화가 생기게 된다.

## 오감

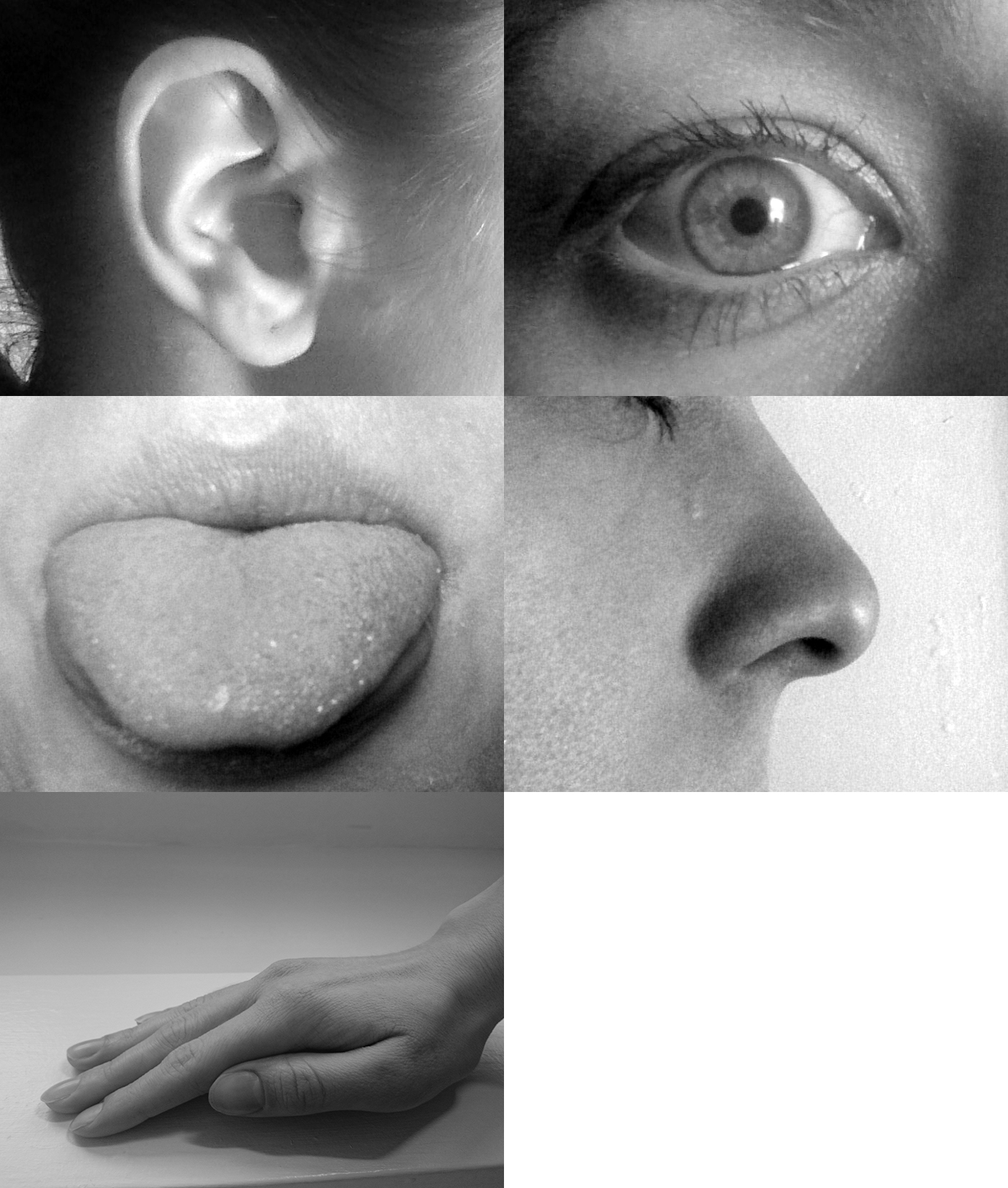
오감을 나타낸 사진.

오감(五感, five senses)은 시각·청각·후각·미각·촉각 등의 5가지 감각을 통틀어 말하며 감각을 수용하는 수용기에 따라 분류한다. 시각의 감각 기관은 눈으로 수용기는 망막에 있고, 청각의 감각 기관은 귀로 내이의 달팽이관 속에 수용기가 있다. 후각은 코이며, 수용기는 비점막 속에 들어 있고, 미각은 입 안의 혀이며 수용기는 혀의 미뢰 속에 있다. 촉각의 감각 기관은 피부이다. 이들 각 수용기는 특수한 자극인 적합자극만을 받아들여 흥분한다.
일반적으로 감각은 크게 다섯 종류로 나눌 수 있다.
- 시각
- 청각
- 미각
- 후각
- 촉각

## 같이 보기
- 감각처리
- 감각소여(영어판)
- 감각적응